# Кадаркут
Кадаркут (мађ. Kadarkút) град је у југозападној Мађарској. Кадаркут је град у оквиру жупаније Шомођ.
Град има 2.595 становника према подацима из 2008. године.

## Географија
Град Кадаркут се налази у југозападном делу Мађарске. Од престонице Будимпеште град је удаљен око 215 km југозападно.
Кадаркут се налази у средишњем делу Панонске низије, у делу између Драве и Балатона. Дати предео је брдовит - Залска брда. Надморска висина места је око 200 m.

## Партнерски градови
- Велико Тројство
- Фојтсберг